# Interleucina 4
A interleucina 4 (IL-4) é uma interleucina produzida por Linfócitos T do tipo CD4 (TH2) e por mastócitos. Suas principais funções são:
• Nos Linfócitos B: troca de isótopo para IgE
• Nos Linfócitos T : estimular a diferenciação e produção dos linfócitos TH2
• Nos Macrófagos: ativa a via alternativa dos macrófagos e inibe a via clássica
• Nos mastócitos: estimula sua proliferação ( evidência encontrada por enquanto em testes in vitro)

Portanto, essa é uma interleucina que tem características anti-inflamatórias, essenciais para regular as respostas alérgicas como por exemplo a asma e rinite. 
1. ↑  ABBAS AK, Lichtman AH. Inate immunity In: Abbas AK, Lichtman
AH (eds.). Basic immunology: functions and disorders of the immune
system. Filadélfia: W.B. Saunders, 2001. .